# Mistrzostwa Świata w Piłce Ręcznej Mężczyzn 2025 (eliminacje)
Kwalifikacje do Mistrzostw Świata w Piłce Ręcznej Mężczyzn 2025 – rozgrywki mające na celu wyłonienie trzydziestu dwóch męskich reprezentacji narodowych w piłce ręcznej, które wystąpią w finałach tego turnieju.

## Informacje ogólne
Turniej finałowy organizowanych przez IHF mistrzostw świata odbędzie się w Chorwacji, Danii i Norwegii w styczniu 2025 roku i wezmą w nim udział trzydzieści dwie drużyny. Automatycznie do mistrzostw zakwalifikowała się Francja jako wicemistrz świata z 2023 oraz reprezentacje Chorwacji, Danii i Norwegii jako gospodarze zawodów. O pozostałych dwadzieścia osiem miejsc odbywały się kontynentalne kwalifikacje. Wolne miejsca zostały podzielone według następującego klucza geograficznego: po cztery obowiązkowe miejsca przydzielono czterem kontynentom – Europie, Azji, Afryce i Ameryce (trzy Południowej i jedno Północnej), zaś jedno – wcześniej przypadające Oceanii – mogła otrzymać drużyna z Oceanii zajmując przynajmniej piątą lokatę w mistrzostwach Azji, w przeciwnym przypadku było ono przyznawane jako dzika karta. Kolejne jedenaście przypadło kontynentom, z których pochodziły zespoły z czołowej jedenastki poprzednich mistrzostw, a także IHF zastrzegła sobie przyznawanie dzikiej karty

## Zakwalifikowane zespoły
| Kraj                          | Strefa kwalifikacyjna                                          | Mistrzostwa 2023 |
| ----------------------------- | -------------------------------------------------------------- | ---------------- |
| Chorwacja                     | Gospodarz                                                      | 9. miejsce       |
| Dania                         | Gospodarz                                                      | 1. miejsce       |
| Norwegia                      | Gospodarz                                                      | 6. miejsce       |
| Egipt                         | Mistrzostwa Afryki 2024 – 1. miejsce                           | 7. miejsce       |
| Algieria                      | Mistrzostwa Afryki 2024 – 2. miejsce                           | 31. miejsce      |
| Tunezja                       | Mistrzostwa Afryki 2024 – 3. miejsce                           | 25. miejsce      |
| Republika Zielonego Przylądka | Mistrzostwa Afryki 2024 – 4. miejsce                           | 23. miejsce      |
| Gwinea                        | Mistrzostwa Afryki 2024 – 5. miejsce                           | –                |
| Brazylia                      | Mistrzostwa Ameryki Południowej i Centralnej 2024 – 1. miejsce | 17. miejsce      |
| Argentyna                     | Mistrzostwa Ameryki Południowej i Centralnej 2024 – 2. miejsce | 19. miejsce      |
| Chile                         | Mistrzostwa Ameryki Południowej i Centralnej 2024 – 3. miejsce | 26. miejsce      |
| Kuba                          | Mistrzostwa Ameryki Północnej i Karaibów 2024 – 1. miejsce     | –                |
| Katar                         | Mistrzostwa Azji 2024 – 1. miejsce                             | 22. miejsce      |
| Japonia                       | Mistrzostwa Azji 2024 – 2. miejsce                             | –                |
| Bahrajn                       | Mistrzostwa Azji 2024 – 3. miejsce                             | 16. miejsce      |
| Kuwejt                        | Mistrzostwa Azji 2024 – 4. miejsce                             | –                |
| Francja                       | Mistrzostwa Europy 2024 – 1. miejsce                           | 2. miejsce       |
| Szwecja                       | Mistrzostwa Europy 2024 – 3. miejsce                           | 4. miejsce       |
| Niemcy                        | Mistrzostwa Europy 2024 – 4. miejsce                           | 5. miejsce       |
| Islandia                      | zespoły z europejskiego turnieju eliminacyjnego                | 12. miejsce      |
| Austria                       | zespoły z europejskiego turnieju eliminacyjnego                | –                |
| Holandia                      | zespoły z europejskiego turnieju eliminacyjnego                | 14. miejsce      |
| Słowenia                      | zespoły z europejskiego turnieju eliminacyjnego                | 10. miejsce      |
| Czechy                        | zespoły z europejskiego turnieju eliminacyjnego                | –                |
| Portugalia                    | zespoły z europejskiego turnieju eliminacyjnego                | 13. miejsce      |
| Węgry                         | zespoły z europejskiego turnieju eliminacyjnego                | 8. miejsce       |
| Hiszpania                     | zespoły z europejskiego turnieju eliminacyjnego                | 3. miejsce       |
| Polska                        | zespoły z europejskiego turnieju eliminacyjnego                | 15. miejsce      |
| Włochy                        | zespoły z europejskiego turnieju eliminacyjnego                | –                |
| Macedonia Północna            | zespoły z europejskiego turnieju eliminacyjnego                | 27. miejsce      |
| Stany Zjednoczone             | „dzika karta” IHF                                              | 20. miejsce      |
| Szwajcaria                    | „dzika karta” IHF                                              | –                |

## Eliminacje
| Strefa                | Związek  | Miejsca | Turniej                              | World Map IHF |
| Europa                | EHF      | 3 + 11  | Mistrzostwa Europy 2024              | World Map IHF |
| Europa                | EHF      | 3 + 11  | Europejski turniej eliminacyjny      | World Map IHF |
| Afryka                | CAHB     | 4 + 1   | Mistrzostwa Afryki 2024              | World Map IHF |
| Azja                  | AHF      | 4 + 0   | Mistrzostwa Azji 2024                | World Map IHF |
| Ameryka Południowa    | COSCABAL | 3 + 0   | Mistrzostwa Ameryki Południowej 2024 | World Map IHF |
| Ameryka Północna      | NACHC    | 1 + 0   | Mistrzostwa Ameryki Północnej 2024   | World Map IHF |
| Oceania/„dzika karta” |          | 1       | Mistrzostwa Azji 2024                | World Map IHF |
| „dzika karta”         | IHF      | 1       |                                      | World Map IHF |

## Europa

### Europejski turniej eliminacyjny – faza wstępna
Losowanie pięciu par zostało zaplanowane na 5 lipca 2023 roku w siedzibie EHF w Wiedniu, a przed nim dziesięć uczestniczących drużyn podzielonych zostało na dwa koszyki według rankingu ustalonego przez EHF, obejmującego wyniki osiągnięte w eliminacjach i turniejach głównych MŚ 2021, ME 2022 i MŚ 2023.
| Koszyk 1  |
| --------- |
| Izrael    |
| Słowacja  |
| Finlandia |
| Turcja    |
| Estonia   |

| Koszyk 2        |
| --------------- |
| Łotwa           |
| Włochy          |
| Kosowo          |
| Luksemburg      |
| Wielka Brytania |

W wyniku losowania wyłoniono pięć par z dwumeczami zaplanowanymi do rozegrania w okresie 1–5 listopada 2023 roku. Z uwagi na wojnę Izraela z Hamasem mecze z Luksemburgiem zostały przełożone na późniejszy termin.
Awans uzyskały Włochy, Słowacja, Estonia i Finlandia oraz w styczniu 2024 roku Izrael.
| Drużyna 1                            | Wynik dwumeczu | Drużyna 2 | Pierwszy mecz | Drugi mecz |
| ------------------------------------ | -------------- | --------- | ------------- | ---------- |
| Luksemburg                           | 58:63          | Izrael    | 31:28         | 27:35      |
| Wielka Brytania                      | 28:58          | Finlandia | 16:25         | 12:33      |
| Łotwa                                | 51:58          | Estonia   | 29:30         | 22:28      |
| Słowacja                             | 58:51          | Kosowo    | 33:23         | 25:28      |
| Turcja                               | 64:65          | Włochy    | 37:28         | 27:37      |
| Po lewej gospodarz pierwszego meczu. |                |           |               |            |

| 1 listopada 202317:00 | Turcja | 37:28(15:13) | Włochy | Serdivan Spor Salonu, Serdivan Widzów: 5 000 Sędzia: Ivanović, Vujisić |
| 1 listopada 202317:00 |        | 37:28(15:13) |        | Serdivan Spor Salonu, Serdivan Widzów: 5 000 Sędzia: Ivanović, Vujisić |

| 2 listopada 202318:00 | Słowacja | 33:23(15:9) | Kosowo | Športová hala, Powaska Bystrzyca Widzów: 1 400 Sędzia: Pagh, Thygesen |
| 2 listopada 202318:00 |          | 33:23(15:9) |        | Športová hala, Powaska Bystrzyca Widzów: 1 400 Sędzia: Pagh, Thygesen |

| 2 listopada 202318:40 | Łotwa | 29:30(12:13) | Estonia | Vidzemes olimpiskais centrs, Valmiera Widzów: 450 Sędzia: Oyarzun, Zaragueta |
| 2 listopada 202318:40 |       | 29:30(12:13) |         | Vidzemes olimpiskais centrs, Valmiera Widzów: 450 Sędzia: Oyarzun, Zaragueta |

| 2 listopada 202320:00 | Wielka Brytania | 16:25(8:11) | Finlandia | Ravenscraig Regional Sports Facility, Motherwell Widzów: 340 Sędzia: Pétursson, Þrastarson |
| 2 listopada 202320:00 |                 | 16:25(8:11) |           | Ravenscraig Regional Sports Facility, Motherwell Widzów: 340 Sędzia: Pétursson, Þrastarson |

| 4 listopada 202315:00 | Finlandia | 33:12(14:5) | Wielka Brytania | Karis Idrottshall, Karis Widzów: 650 Sędzia: Kull, Tint |
| 4 listopada 202315:00 |           | 33:12(14:5) |                 | Karis Idrottshall, Karis Widzów: 650 Sędzia: Kull, Tint |

| 4 listopada 202318:00 | Estonia | 28:22(12:7) | Łotwa | Kalevi spordihall, Tallinn Widzów: 660 Sędzia: Fukala, Mohyla |
| 4 listopada 202318:00 |         | 28:22(12:7) |       | Kalevi spordihall, Tallinn Widzów: 660 Sędzia: Fukala, Mohyla |

| 5 listopada 202317:00 | Kosowo | 28:25(14:14) | Słowacja | Pałac Młodzieży i Sportu, Prisztina Widzów: 750 Sędzia: Cindrić, Gonzurek |
| 5 listopada 202317:00 |        | 28:25(14:14) |          | Pałac Młodzieży i Sportu, Prisztina Widzów: 750 Sędzia: Cindrić, Gonzurek |

| 5 listopada 202318:00 | Włochy | 37:27(16:11) | Turcja | Palazzetto dello Sport Santa Filomena, Chieti Widzów: 1 200 Sędzia: Thiyagarajah, Thiyagarajah |
| 5 listopada 202318:00 |        | 37:27(16:11) |        | Palazzetto dello Sport Santa Filomena, Chieti Widzów: 1 200 Sędzia: Thiyagarajah, Thiyagarajah |

| 17 stycznia 202418:45 | Luksemburg | 31:28(14:15) | Izrael | Centre National Sportif et Culturel, Luksemburg Widzów: 457 Sędzia: Bolic, Hurich |
| 17 stycznia 202418:45 |            | 31:28(14:15) |        | Centre National Sportif et Culturel, Luksemburg Widzów: 457 Sędzia: Bolic, Hurich |

| 18 stycznia 202418:45 | Izrael | 35:27(15:16) | Luksemburg | Centre National Sportif et Culturel, Luksemburg Widzów: 442 Sędzia: Bolic, Hurich |
| 18 stycznia 202418:45 |        | 35:27(15:16) |            | Centre National Sportif et Culturel, Luksemburg Widzów: 442 Sędzia: Bolic, Hurich |

### Mistrzostwa Europy w Piłce Ręcznej Mężczyzn 2024
Kwalifikację na mistrzostwa świata uzyskały trzy najlepsze – prócz mających zapewniony awans Chorwacji, Danii i Szwecji – drużyny Mistrzostw Europy 2024, rozegranych w dniach 10–28 stycznia 2024 roku. Jako że czwartym półfinalistą była Dania, awansem do tej fazy europejskiego czempionatu zapewniły ją sobie Francja, Szwecja i Niemcy.

### Europejski turniej eliminacyjny – faza play-off
Runda 1
W tym etapie do zwycięzców dwumeczów fazy wstępnej dołączą będące wyżej w rankingu Litwa, Ukraina oraz Belgia. Rywalizować one będą w czterech parach o awans do rundy 2. Losowanie czterech par zostało zaplanowane na 21 listopada 2023 roku w siedzibie EHF w Wiedniu, a przed nim osiem uczestniczących drużyn podzielonych zostało na dwa koszyki według rankingu ustalonego przez EHF dla tych eliminacji.
| Koszyk 1 |
| -------- |
| Ukraina  |
| Litwa    |
| Belgia   |
| Izrael   |

| Koszyk 2  |
| --------- |
| Słowacja  |
| Finlandia |
| Estonia   |
| Włochy    |

W wyniku losowania wyłoniono cztery pary z dwumeczami zaplanowanymi do rozegrania w okresie 13–16 marca 2024 roku. Awans uzyskały Włochy, Estonia, Słowacja i Litwa.
| Drużyna 1                            | Wynik dwumeczu | Drużyna 2 | Pierwszy mecz | Drugi mecz |
| ------------------------------------ | -------------- | --------- | ------------- | ---------- |
| Belgia                               | 56:62          | Włochy    | 25:29         | 31:33      |
| Estonia                              | 73:62          | Ukraina   | 32:29         | 41:33      |
| Słowacja                             | 52:49          | Izrael    | 26:25         | 26:24      |
| Finlandia                            | 49:50          | Litwa     | 20:20         | 26:26      |
| Po lewej gospodarz pierwszego meczu. |                |           |               |            |

| 13 marca 202418:00 | Estonia | 32:29(18:16) | Ukraina | Kalevi spordihall, Tallinn Widzów: 740 Sędzia: Hannes, Hannes |
| 13 marca 202418:00 |         | 32:29(18:16) |         | Kalevi spordihall, Tallinn Widzów: 740 Sędzia: Hannes, Hannes |

| 13 marca 202420:10 | Belgia | 25:29(15:17) | Włochy | Sporthal Alverberg, Hasselt Widzów: 1 700 Sędzia: Cindrić, Gonzurek |
| 13 marca 202420:10 |        | 25:29(15:17) |        | Sporthal Alverberg, Hasselt Widzów: 1 700 Sędzia: Cindrić, Gonzurek |

| 14 marca 202417:30 | Finlandia | 20:20(9:9) | Litwa | Energia Areena, Vantaa Widzów: 900 Sędzia: Borge, Nygren |
| 14 marca 202417:30 |           | 20:20(9:9) |       | Energia Areena, Vantaa Widzów: 900 Sędzia: Borge, Nygren |

| 15 marca 202419:30 | Słowacja | 26:25(14:16) | Izrael | Mestská športová hala, Topolczany Widzów: 2 100 Sędzia: Bozhinovski, Nachevski |
| 15 marca 202419:30 |          | 26:25(14:16) |        | Mestská športová hala, Topolczany Widzów: 2 100 Sędzia: Bozhinovski, Nachevski |

-
| 16 marca 202414:30 | Ukraina | 33:41(18:18) | Estonia | Olita Arena, Olita Widzów: 850 Sędzia: Čerņavskis, Bogdanovs |
| 16 marca 202414:30 |         | 33:41(18:18) |         | Olita Arena, Olita Widzów: 850 Sędzia: Čerņavskis, Bogdanovs |

| 17 marca 202414:00 | Izrael | 24:26(11:13) | Słowacja | Mestská športová hala, Topolczany Widzów: 2 050 Sędzia: Bozhinovski, Nachevski |
| 17 marca 202414:00 |        | 24:26(11:13) |          | Mestská športová hala, Topolczany Widzów: 2 050 Sędzia: Bozhinovski, Nachevski |

| 17 marca 202417:00 | Litwa | 30:29 (pd.)(13:13, 26:26) | Finlandia | Olita Arena, Olita Widzów: 1 700 Sędzia: Jerlecki,, Łabuń |
| 17 marca 202417:00 |       | 30:29 (pd.)(13:13, 26:26) |           | Olita Arena, Olita Widzów: 1 700 Sędzia: Jerlecki,, Łabuń |

| 17 marca 202418:00 | Włochy | 33:31(16:16) | Belgia | Palasport Giovanni Paolo II, Pescara Widzów: 1 200 Sędzia: Brkic, Jusufhodzic |
| 17 marca 202418:00 |        | 33:31(16:16) |        | Palasport Giovanni Paolo II, Pescara Widzów: 1 200 Sędzia: Brkic, Jusufhodzic |

Runda 2
W tym etapie do zwycięzców dwumeczów rundy 1 dołączy osiemnaście zespołów, które nie uzyskały awansu z mistrzostw kontynentu. Rywalizować one będą w jedenastu parach o awans do światowego czempionatu. Przed losowaniem zostały one podzielone na dwa koszyki: w drugim znalazły się zespoły z poprzedniego etapu eliminacji oraz reprezentacje z miejsc 18–24 ME 2024, w pierwszym zaś pozostałe, które brały udział w ME 2024. Losowanie zostało zaplanowane na 27 stycznia 2024 roku.
| Koszyk 1           |
| ------------------ |
| Słowenia           |
| Węgry              |
| Portugalia         |
| Austria            |
| Islandia           |
| Holandia           |
| Hiszpania          |
| Czarnogóra         |
| Czechy             |
| Polska             |
| Macedonia Północna |

| Koszyk 2                     |
| ---------------------------- |
| Gruzja                       |
| Serbia                       |
| Wyspy Owcze                  |
| Szwajcaria                   |
| Rumunia                      |
| Grecja                       |
| Bośnia i Hercegowina         |
| Zwycięzca dwumeczu z rundy 1 |
| Zwycięzca dwumeczu z rundy 1 |
| Zwycięzca dwumeczu z rundy 1 |
| Zwycięzca dwumeczu z rundy 1 |

W wyniku losowania wyłoniono jedenaście par z dwumeczami zaplanowanymi do rozegrania w okresie 8–12 maja 2024 roku.
Jedynie kilka par miało zdecydowanych faworytów, zatem w pierwszej serii meczów nastąpiło kilka niespodzianek, a ostatecznie awans uzyskały Węgry, Słowenia, Portugalia, Austria, Islandia, Holandia, Hiszpania, Włochy, Czechy, Polska i Macedonia Północna.
| Drużyna 1                            | Wynik dwumeczu | Drużyna 2            | Pierwszy mecz | Drugi mecz |
| ------------------------------------ | -------------- | -------------------- | ------------- | ---------- |
| Litwa                                | 49:69          | Węgry                | 26:33         | 23:36      |
| Słowenia                             | 64:61          | Szwajcaria           | 26:27         | 34:33      |
| Portugalia                           | 55:45          | Bośnia i Hercegowina | 29:19         | 26:26      |
| Gruzja                               | 56:64          | Austria              | 25:27         | 31:37      |
| Islandia                             | 87:49          | Estonia              | 50:25         | 37:24      |
| Grecja                               | 56:58          | Holandia             | 31:27         | 25:31      |
| Hiszpania                            | 54:53          | Serbia               | 32:28         | 22:25      |
| Włochy                               | 66:58          | Czarnogóra           | 32:26         | 34:32      |
| Rumunia                              | 51:59          | Czechy               | 31:30         | 20:29      |
| Polska                               | 61:54          | Słowacja             | 28:29         | 33:25      |
| Wyspy Owcze                          | 60:61          | Macedonia Północna   | 34:27         | 26:34      |
| Po lewej gospodarz pierwszego meczu. |                |                      |               |            |

| 8 maja 202416:15 | Grecja | 31:27(13:12) | Holandia | Municipal Sports Center Lefkovrisi, Kozani Widzów: 2 000 Sędzia: Gasmi, Gasmi |
| 8 maja 202416:15 |        | 31:27(13:12) |          | Municipal Sports Center Lefkovrisi, Kozani Widzów: 2 000 Sędzia: Gasmi, Gasmi |

| 8 maja 202416:30 | Rumunia | 31:30(15:11) | Czechy | Sala Sporturilor Lascăr Pană, Baia Mare Widzów: 2 218 Sędzia: Marín, García |
| 8 maja 202416:30 |         | 31:30(15:11) |        | Sala Sporturilor Lascăr Pană, Baia Mare Widzów: 2 218 Sędzia: Marín, García |

| 8 maja 202420:00 | Wyspy Owcze | 34:27(18:14) | Macedonia Północna | Høllin á Hálsi, Thorshavn Widzów: 1 632 Sędzia: Merz, Kuttler |
| 8 maja 202420:00 |             | 34:27(18:14) |                    | Høllin á Hálsi, Thorshavn Widzów: 1 632 Sędzia: Merz, Kuttler |

| 8 maja 202421:00 | Hiszpania | 32:28(15:14) | Serbia | Lalín Arena, Lalín Widzów: 2 480 Sędzia: Hansen, Madsen |
| 8 maja 202421:00 |           | 32:28(15:14) |        | Lalín Arena, Lalín Widzów: 2 480 Sędzia: Hansen, Madsen |

| 8 maja 202421:30 | Islandia | 50:25(26:12) | Estonia | Laugardalshöllin, Reykjavík Widzów: 2 500 Sędzia: Mandák, Rudinský |
| 8 maja 202421:30 |          | 50:25(26:12) |         | Laugardalshöllin, Reykjavík Widzów: 2 500 Sędzia: Mandák, Rudinský |

| 9 maja 202416:00 | Gruzja | 25:27(12:12) | Austria | Pałac Sportu, Tbilisi Widzów: 3 000 Sędzia: Mažeika, Gatelis |
| 9 maja 202416:00 |        | 25:27(12:12) |         | Pałac Sportu, Tbilisi Widzów: 3 000 Sędzia: Mažeika, Gatelis |

| 9 maja 202418:00 | Litwa | 26:33(11:13) | Węgry | Avia Solutions Group Arena, Wilno Widzów: 1 901 Sędzia: Lovin, Stancu |
| 9 maja 202418:00 |       | 26:33(11:13) |       | Avia Solutions Group Arena, Wilno Widzów: 1 901 Sędzia: Lovin, Stancu |

| 9 maja 202418:00 | Polska | 28:29(15:16) | Słowacja | Ergo Arena, Gdańsk Widzów: 7 000 Sędzia: Caçador, Nicolau |
| 9 maja 202418:00 |        | 28:29(15:16) |          | Ergo Arena, Gdańsk Widzów: 7 000 Sędzia: Caçador, Nicolau |

| 9 maja 202418:00 | Słowenia | 26:27(15:12) | Szwajcaria | Športna dvorana Bonifika, Koper Widzów: 2 200 Sędzia: Madsen, Mortensen |
| 9 maja 202418:00 |          | 26:27(15:12) |            | Športna dvorana Bonifika, Koper Widzów: 2 200 Sędzia: Madsen, Mortensen |

| 9 maja 202420:00 | Włochy | 32:26(16:15) | Czarnogóra | Palazzetto dello Sport Pala San Giacomo, Conversano Widzów: 3 900 Sędzia: Brunner, Salah |
| 9 maja 202420:00 |        | 32:26(16:15) |            | Palazzetto dello Sport Pala San Giacomo, Conversano Widzów: 3 900 Sędzia: Brunner, Salah |

| 9 maja 202420:30 | Portugalia | 29:19(14:10) | Bośnia i Hercegowina | Pavilhão Desportivo Unidade Vimaranense, Guimarães Sędzia: Kull, Tint |
| 9 maja 202420:30 |            | 29:19(14:10) |                      | Pavilhão Desportivo Unidade Vimaranense, Guimarães Sędzia: Kull, Tint |

-
| 11 maja 202417:00 | Estonia | 24:37(13:18) | Islandia | Kalevi spordihall, Tallinn Widzów: 600 Sędzia: Vujačić, Kažanegra |
| 11 maja 202417:00 |         | 24:37(13:18) |          | Kalevi spordihall, Tallinn Widzów: 600 Sędzia: Vujačić, Kažanegra |

| 12 maja 202416:00 | Austria | 37:31(21:17) | Gruzja | Steffl Arena, Wiedeń Widzów: 4 099 Sędzia: Álvarez, Bustamante |
| 12 maja 202416:00 |         | 37:31(21:17) |        | Steffl Arena, Wiedeń Widzów: 4 099 Sędzia: Álvarez, Bustamante |

| 12 maja 202416:00 | Holandia | 31:25(16:10) | Grecja | Indoor-Sportcentrum, Eindhoven Widzów: 2 100 Sędzia: Horáček, Novotný |
| 12 maja 202416:00 |          | 31:25(16:10) |        | Indoor-Sportcentrum, Eindhoven Widzów: 2 100 Sędzia: Horáček, Novotný |

| 12 maja 202416:00 | Szwajcaria | 34:38(12:14) | Słowenia | Axa-Arena, Winterthur Widzów: 1 920 Sędzia: Covalciuc, Covalciuc |
| 12 maja 202416:00 |            | 34:38(12:14) |          | Axa-Arena, Winterthur Widzów: 1 920 Sędzia: Covalciuc, Covalciuc |

| 12 maja 202416:30 | Czechy | 29:20(15:9) | Rumunia | Winning Group Arena, Brno Widzów: 3 852 Sędzia: Schulze, Tönnies |
| 12 maja 202416:30 |        | 29:20(15:9) |         | Winning Group Arena, Brno Widzów: 3 852 Sędzia: Schulze, Tönnies |

| 12 maja 202417:00 | Serbia | 25:22(15:11) | Hiszpania | SPC Vojvodina, Nowy Sad Widzów: 5 500 Sędzia: Lah, Sok |
| 12 maja 202417:00 |        | 25:22(15:11) |           | SPC Vojvodina, Nowy Sad Widzów: 5 500 Sędzia: Lah, Sok |

| 12 maja 202417:00 | Bośnia i Hercegowina | 26:26(13:17) | Portugalia | KSPC "Mejdan", Tuzla Widzów: 3 100 Sędzia: Backović, Palačković |
| 12 maja 202417:00 |                      | 26:26(13:17) |            | KSPC "Mejdan", Tuzla Widzów: 3 100 Sędzia: Backović, Palačković |

| 12 maja 202417:15 | Węgry | 36:23(17:10) | Litwa | Veszprém Aréna, Veszprém Widzów: 3 763 Sędzia: Lončar, Lončar |
| 12 maja 202417:15 |       | 36:23(17:10) |       | Veszprém Aréna, Veszprém Widzów: 3 763 Sędzia: Lončar, Lončar |

| 12 maja 202417:30 | Czarnogóra | 32:34(13:17) | Włochy | Sportski centar Morača, Podgorica Widzów: 5 000 Sędzia: Martins, Martins |
| 12 maja 202417:30 |            | 32:34(13:17) |        | Sportski centar Morača, Podgorica Widzów: 5 000 Sędzia: Martins, Martins |

| 12 maja 202417:30 | Słowacja | 25:33(12:15) | Polska | Mestská športová hala, Topolczany Widzów: 2 050 Sędzia: Konjičanin, Konjičanin |
| 12 maja 202417:30 |          | 25:33(12:15) |        | Mestská športová hala, Topolczany Widzów: 2 050 Sędzia: Konjičanin, Konjičanin |

| 12 maja 202419:00 | Macedonia Północna | 34:26(19:15) | Wyspy Owcze | Centrum sportowe „Boris Trajkowski”, Skopje Widzów: 6 800 Sędzia: Erdoğan, Özdeniz |
| 12 maja 202419:00 |                    | 34:26(19:15) |             | Centrum sportowe „Boris Trajkowski”, Skopje Widzów: 6 800 Sędzia: Erdoğan, Özdeniz |

## Afryka
Turniejem kwalifikacyjnym w Afryce były mistrzostwa tego kontynentu, zorganizowane w dniach 17–27 stycznia 2024 roku. Początkowo gospodarzem zawodów została wybrana Algieria, jednak później prawa do ich organizacji zostały przekazane Egiptowi będącemu jedynym kandydatem. W wyniku przeprowadzonego 15 listopada 2023 roku losowania wyłoniono cztery czterozespołowe grupy. Zespoły rywalizowały systemem kołowym w ramach grup, po czym czołowe dwie z każdej z grup awansowały do ćwierćfinałów. Stawką zawodów prócz medali było także pięć miejsc w turnieju finałowym MŚ 2025.
Tytuł sprzed dwóch lat obronił Egipt pokonując w finale Algierię, brąz zdobyli zaś Tunezyjczycy. Prócz medalistów awans na MŚ uzyskali Kabowerdeńczycy oraz Gwinejczycy.

## Azja
Turniejem kwalifikacyjnym w Azji były mistrzostwa tego kontynentu, zorganizowane w dniach 11–25 stycznia 2024 roku. W kwietniu 2023 roku AHF rozpisał konkurs na organizację zawodów, cztery miesiące później na gospodarza wybrany został Bahrajn. Chęć udziału w zawodach zadeklarowało siedemnaście reprezentacji, jednak jeszcze przed losowaniem grup wycofała się Australia. Losowanie grup zostało zaplanowane na 10 listopada 2023 roku, przed nim zespoły zostały podzielone na cztery koszyki, a w jego wyniku powstały cztery czterozespołowe grupy. Harmonogram rozgrywek opublikowano na początku grudnia 2023 roku. Szesnaście uczestniczących reprezentacji rywalizowało w pierwszej fazie w ramach czterech czterozespołowych grup systemem kołowym. Czołowa dwójka z każdej z grup utworzyła następnie dwie czterozespołowe grupy, które ponownie walczyły systemem kołowym o dwa czołowe miejsca premiowane awansem do półfinałów, pozostałe rywalizowały natomiast o miejsca 9–16. Kwalifikację na MŚ 2025 otrzymać miała czołowa czwórka kontynentalnego czempionatu, ewentualnie też piąta, gdyby w tej piątce znalazł się zespół z Oceanii.
Niespodzianką fazy grupowej był remis Japonii z Irakiem, pozostali faworyci łatwo awansowali do fazy zasadniczej. Do półfinałów, zapewniając sobie tym samym kwalifikację na MŚ 2025, awansowały Japonia, Bahrajn, Kuwejt i Katar, szósty tytuł mistrzowski z rzędu zdobył Katar po zwycięstwie nad Japonią, brąz przypadł zaś gospodarzom.

## Ameryka Południowa i Centralna
Turniej kwalifikacyjny dla Ameryki Południowej i Środkowej odbył się w dniach 16–20 stycznia 2024 roku w Buenos Aires. Sześć uczestniczących zespołów rywalizowało systemem kołowym podczas pięciu meczowych dni], a stawką zawodów było prawo gry na MŚ 2025 dla ich medalistów. Z kompletem zwycięstw w zawodach triumfowała Brazylia, wraz z Argentyną i Chile kwalifikując się jednocześnie do Mistrzostw Świata 2025.

## Ameryka Północna i Karaiby
O jedno miejsce premiowane awansem na MŚ 2025 rywalizowały sześć reprezentacji – w pierwszej fazie systemem kołowym, a następnie czołowa dwójka zmierzyła się w meczu finałowym, pozostałe zaś zagrały o poszczególne lokaty. Fazę grupową z kompletem zwycięstw zakończyła reprezentacja Kuby, która również zwyciężyła w meczu finałowym.

## Dzika karta
Z uwagi na organizację przez USA LIO 2028 i chęć podniesienia ich poziomu sportowego Rada IHF zdecydowała o przyznaniu „dzikiej karty” męskim i żeńskim reprezentacjom tego kraju na mistrzostwa świata w latach 2025 i 2027.
Druga „dzika karta” została przyznana w maju 2024 roku, już po zakończeniu wszystkich turniejów eliminacyjnych w regionach. Otrzymała ją Szwajcaria z powodów sportowych (fakt odpadnięcia z europejskich play-off dopiero po dogrywce) i komercyjnych (największy zasięg spośród analizowanych krajów).